# Besain
Besain là một xã trong vùng hành chính Franche-Comté, thuộc tỉnh Jura, quận Lons-le-Saunier, tổng Poligny. Tọa độ địa lý của xã là 46° 47' vĩ độ bắc, 05° 47' kinh độ đông. Besain nằm trên độ cao trung bình là 530 mét trên mặt nước biển, có điểm thấp nhất là 514 mét và điểm cao nhất là 640 mét. Xã có diện tích 12.84 km², dân số vào thời điểm 1999 là 180 người; mật độ dân số là 14 người/km².

## Địa điểm tham quan
Nhà thờ trong làng từ thế kỉ 19.